# Анрі Деландр
Анрі-Александр Деландр (фр. Henri-Alexandre Deslandres; 24 липня 1853 — 15 січня 1948) — французький астроном, член Паризької Академії наук (1902), її президент у 1920 році.

## Життєпис
Родився в Парижі. У 1874 закінчив Політехнічну школу в Парижі (X1872). Працював у фізичних лабораторіях Політехнічної школи та Паризького університету, у 1889—1897 роках — у Паризькій обсерваторії, у 1897—1929 роках — в Медонській (з 1908 року — її директор).
Основні наукові роботи присвячені фізиці Сонця і лабораторній спектроскопії молекул. У 1886—1891 роках, вивчаючи спектри молекул азоту, ціану, води, прийшов до висновку про наявність гармонійних коливань у молекулах і відкрив два емпіричних закони, що описують зв'язки між хвильовими числами окремих ліній всередині однієї смуги і між хвильовими числами різних смуг однієї системи. Ці закони мають ім'я Деландра; пізніше вони були пояснені в рамках квантовомеханічної теорії будови молекул.
В останні роки життя Деландр шукав загальну теоретичну інтерпретацію молекулярних спектрів, яка б не ґрунтувалася на квантовій механіці. Виконав різнобічні дослідження Сонця. Незалежно від Джорджа Гейла винайшов в 1891 році спектрогеліограф — прилад, який дає змогу одержувати зображення диска Сонця в монохроматичних променях. Відкрив (також незалежно від Гейла) центральні звернення в лініях H і K йона кальцію в сонячному спектрі. У дискусіях із багатьох питань сонячної фізики, що проходили на початку XX ст., Деландр стояв на правильних позиціях, вважаючи, що сонячна активність має електромагнітну природу. Неодноразово висловлював припущення про існування радіовипромінювання Сонця, хоча перші грубі експерименти Ш. Нордмана в 1902 році не виявили його (воно вперше спостерігалося лише в 1942 році).
Іноземний член-кореспондент Петербурзької АН (1914), член багатьох академій наук і наукових товариств.

## Відзнаки

### Нагороди
- золота медаль Лондонського королівського астрономічного товариства (1913)
- Медаль Генрі Дрейпера Національної АН США (1913)
- Медаль Кетрін Брюс Тихоокеанського астрономічного товариства (1921)

### Названі на честь
- Кратер Деландр на Місяці
- Премія імені Деландра Французької академії наук
- Астероїд 11763 Деландр